# ماريان ويليامسون
ماريان ويليامسون (بالإنجليزية: Marianne Williamson) هي كاتبة وخطيبة ومرشحة رئاسية أمريكية. باشرت مسيرتها المهنية كزعيمة روحية في كنيسة اليوم التابعة إلى كنيسة الوحدة بمدينة وارن في ولاية ميشيغان. كتبت ويليامسون عددًا من كتب المساعدة الذاتية ومن جملتها كتاب عودة إلى الحب: تأملات في مبادئ دورة في المعجزات الصادر عام 1992. دخل الكتاب قائمة أكثر الكتب مبيعًا بحسب صحيفة نيويورك تايمز. كان لأوبرا وينفري الفضل في جعلها مشهورة، وحلت كضيفة متكررة الظهور على برنامجها التلفزيوني النهاري، وأصبحت معروفة بكونها «مستشارتها الروحية».
خاضت ويليامسون الانتخابات كمرشحة مستقلة في المقاطعة الانتخابية الثالثة والثلاثين الخاصة بمجلس النواب الأمريكي في ولاية كاليفورنيا عام 2014. حلت في المركز الرابع لتحصل على نسبة 13.2% من الأصوات. ترشحت للحصول على ترشيح الحزب الديمقراطي في انتخابات الرئاسة لسنة 2020. انسحبت في نهاية المطاف من السباق، وأعلنت دعمها لبيرني ساندرز. كذلك ترشحت في الانتخابات التمهيدية للحزب الديمقراطي لسنة 2024. يدعو برنامج ويليامسون الانتخابي إلى إنهاء الحرب على المخدرات، وزيادة الحد الفيدرالي الأدنى للأجور، ودفع تعويضات مالية عن الظلم العرقي، ومعالجة تغير المناخ، وإنشاء وزارة أمريكية للسلام.
انخرطت ويليامسون بصورة فاعلة في الأعمال الخيرية. يرجع لها الفضل في تأسيس منظمات عدة على غرار مركز العيش في عام 1987، ومشروع الملاك الغذائي في عام 1989، وتحالف السلام في عام 1998. تشغل منصب عضو في مجلس إدارة ريزولتس، وهي مجموعة غير ربحية مكرسة لإيجاد حلول طويلة الأمد لمشكلة الفقر.

## النشأة والتعليم
ولدت ويليامسون في مدينة هيوستن بولاية تكساس في عام 1952. كانت الأصغر بين الأطفال الثلاثة لصامويل «سام» ويليامسون، وهو أحد المحاربين القدامى الذي شاركوا في الحرب العالمية الثانية والذي كان يعمل كمحامي هجرة. كانت والدتها تدعى صوفي آن كابلان، وهي ربة منزل ومتطوعة في المجتمع المحلي.
نشأت ويليامسون في كنف عائلة يهودية محافظة تنتمي إلى الطبقة الوسطى العليا. ترددت عائلتها على كنيس بيت يشورون. تعلمت عن الأديان العالمية والعدالة الاجتماعية في المنزل، وأضحت مهتمة بالدعوة العامة حين رأت حاخامها يخطب ضد حرب فيتنام.
أخبرت ويليامسون والديها بعد عودتها إلى المنزل من المدرسة حين كانت في الصف السابع أن معلمها كان يؤيد حرب فيتنام في عام 1965. كانت ردة فعل والدها أن اصطحب العائلة إلى فيتنام بقصد أن يشرح لماريان لماذا كان يعتقد أن هذه الحرب خاطئة. قالت الأخيرة أنها من خلال رحلة السفر هذه «خاضت في سن مبكرة تجربة تثبت لها أن الناس كانوا متشابهين في شتى الأصقاع».
التحقت ويليامسون بمدرسة بيلير الثانوية التابعة للمقاطعة التعليمية المستقلة في مدينة هيوستن. قضت عامين تدرُس المسرح والفلسفة في كلية بومونا في مدينة كليرمونت بولاية كاليفورنيا بعد تخرجها. وهناك تشاطرت السكن مع المنتجة السينمائية المستقبلية ليندا أوبست. تركت ويليامسون الجامعة في عام 1973، وعاشت «حياةً هائمةً» خلال الفترة التي أطلقت عليها اسم «عقدها الضائع».
انتقلت ويليامسون إلى ولاية نيو مكسيكو. وهناك تلقت دروسًا في جامعة نيو مكسيكو، وعاشت في قبة جيوديسية مع حبيبها. انفصل الثنائي بعد عام واحد. وبعدها انتقلت ماريان إلى مدينة أوستن بولاية تكساس لتأخذ عددًا من الدروس في جامعة تكساس. ذهبت إلى مدينة نيويورك بقصد مواصلة مسيرتها المهنية كمغنية كباريه بعد مغادرتها ولاية تكساس. بيد أنها تحدثت عن تشتتها بسبب «الشباب السيئين والمخدرات الجيدة». ذكرت مجلة فانيتي فير أن ويليامسون «قضت عشرينياتها في حالة متنامية من اليأس الوجودي». عانت ويليامسون من اكتئاب عميق في نيويورك عقب انتهاء العلاقة العاطفية التي كانت تمر بها. وقالت إن هذه التجربة أوقدت فيها الرغبة في قضاء بقية حياتها في مساعدة الناس.

## المواقف السياسية

### حقوق الإجهاض
تدعم ويليامسون حق الوصول إلى الإجهاض والخدمات المنوطة به وحرية اختيار اللجوء إليه. وأعربت عن تأييدها لحقوق الإجهاض المكفولة بموجب قرار المحكمة العليا الملغى حاليًا في قضية رو ضد ويد الصادر عام 1973.

### تسديد تعويضات للأمريكيين السود
تؤيد ويليامسون توزيع مبلغ تتراوح قيمته ما بين 200 إلى 500 مليار دولار كتعويضات عن الرق على أن يسدد المبلغ على مدى عشرين عامًا من خلال عدد من «المشاريع الاقتصادية والتعليمية»، التي يتقرر توزيعها بحسب التوصيات الصادرة عن مجموعة مختارة من القادة السود.

### تغير المناخ والطاقة
تعتبر ويليامسون تغير المناخ «أعظم تحدٍ أخلاقي يواجه جيلنا». وأبدت دعمها للصفقة الجديدة الخضراء وإعادة الالتحاق الفوري باتفاقية باريس للمناخ. كذلك أعربت عن استعدادها دعم اتفاق الشراكة العابرة للمحيط الهادئ في حال اشتماله على حمايات أوسع لحقوق العمال والبيئة.
كذلك تدعم ويليامسون توجيه الإعانات المالية من الوقود الأحفوري بما في ذلك الفحم وإعادة استثمارها في تطوير الطاقة المتجددة سواء في الولايات المتحدة أو في الخارج ولا سيما في البلدان النامية.

### مكافحة حيازة الأسلحة
تؤيد ويليامسون مكافحة حيازة الأسلحة، ووصفت هذه المسألة بالشخصية بالنسبة لها. ألقت خطابًا رئيسيًا أمام حشد من مئات النساء المسلمات واليهوديات في مؤتمر أخوية سلام-شالوم في مدينة دويلستاون بولاية بنسلفانيا، وجاء ذلك بعد مرور ثمانية أيام من مقتل 11 شخصًا يهوديًا في كنيس شجرة الحياة في مدينة بيتسبرغ. وجادلت بصفتها امرأة يهودية ضد استغلال الخوف كقوة سياسية، ودعت إلى الحب بدلًا من ذلك.

### الرعاية الصحية واللقاحات
تدعم ويليامسون الرعاية الصحية الشاملة بحسب «خطة برنامج ميديكير للجميع». كذلك تدعم ويليامسون التنظيم المستقل لصناعة الأدوية لمنع ما وصفته بـ«الممارسات المفترسة».
يعزى إلى ويليامسون اعتمادها نهجًا ثنائيًا (الصلاة والدواء) في معالجة الصحة الجسدية والنفسية. قالت ويليامسون: «يخرج الأشخاص الذين يُصلى لأجلهم من غرفة الطوارئ بسرعة أكبر». وأضافت «بالمتوسط يعيش الأشخاص الذين شخصوا بأمراض هددت حياتهم وترددوا على مجموعات الدعم الروحي ضعف الوقت الذي يعيشونه بعد التشخيص».
أبدت ويليامسون دعمها لضرورة اللقاحات والمضادات الاكتئابية والقيمة التي يضفياها، غير أنها تعرضت للانتقاد بسبب تشكيكها في تأثير قطاع الصناعات الدوائية على عملية وضع الإرشادات الخاصة بتجرع هذه الأدوية، وأشارت إلى اعتقادها في أن الدافع الربحي قد يؤدي إلى إلحاق الأذى بالمرضى.
كذلك انتقدت ويليامسون الإفراط في وصف المضادات الاكتئابية، وشككت في ما إذا كانت المضادات الاكتئابية تلعب دورًا في الانتحار، معتبرةً أن التعريف التوجيهي الذي يفصل ما بين الحزن والاكتئاب السريري هو «مصطنع»، ووصفت عملية تشخيص الاكتئاب السريري بـ«الخادعة».
وقعت بعض المقتطفات المأخوذة من تعليقات ويليامسون السابقة محط الخلط ما بين تشكيكها بمصداقية قطاع الصناعات الدوائية واتهامها باعتناق مبدأ «معاداة التطعيم» خلال حملتها الرئاسية. كانت نتيجة ذلك اتهامها بكونها «معادية للطب ومعادية للعلم». انكرت ويليامسون مثل هذه الاتهامات قائلةً إنه «لا يمكن أن تكون أبعد عن الحقيقة». أعربت ويليامسون عن استيائها من وضع تشكيكها في قطاع الصناعات الدوائية على قدم المساواة مع تشكيكها في علم اللقاحات وقالت: «لم أشكك في اللقاحات. لقد عبرت عن شكي في كيان شركات الأدوية الكبير بصورة عامة. وهناك فرق كبير».

### مسائل داخلية أخرى
تدعم ويليامسون قانون المساواة، وزيادة الحد الأدنى للأجور الفيدرالية إلى 15 دولار في الساعة. ووصفت الدين بالخريطة التي «لا يهم فيها المسار. تكمن الأهمية في الوجهة».

## وصلات خارجية
- الموقع الرسمي
- ماريان ويليامسون على موقع ديسكوغز (الإنجليزية)